# فرضیه خاکستر اسیدی
فرضیه خاکستر اسیدی یک فرضیه پزشکی است که نشان می‌دهد رژیم‌های غذایی بیش از حد اسیدی ممکن است منجر به تعدادی از اثرات قابل شناسایی برای سلامتی شود، از جمله افزایش خطر پوکی استخوان. این مورد در جامعه غیر پزشکی مورد توجه قرار گرفته‌است و برای حمایت از رژیم غذایی معروف به رژیم قلیایی استفاده شده‌است. بر اساس این فرضیه، خاکستر اسیدی توسط گوشت، مرغ، پنیر، ماهی، تخم مرغ و غلات تولید می‌شود. خاکستر قلیایی به جز زغال اخته و آلو از میوه‌ها و سبزیجات تولید می‌شود. از آنجایی که نام خاکستر اسیدی یا قلیایی بر اساس بقایای باقی مانده در هنگام سوختن است تا اسیدیته غذا، غذاهایی مانند مرکبات که عموماً اسیدی در نظر گرفته می‌شوند، در واقع در این رژیم غذایی قلیایی در نظر گرفته می‌شوند.

## ارتباط بارژیم غذایی قلیایی
فرضیه خاکستر اسیدی نشان می‌دهد که رژیم‌های غذایی سرشار از عناصر «خاکستر اسیدی» (تولیدکننده اسید) باعث می‌شود بدن تلاش کند تا با تجزیه استخوان، هرگونه بار اسیدی اضافی در بدن را خنثی کند که منجر به استخوان‌های ضعیف تر و افزایش خطر ابتلا به پوکی استخوان می‌شود. در نتیجه، عناصر «خاکستر قلیایی» (مولد قلیایی) به‌طور فرضی خطر پوکی استخوان را کاهش می‌دهد. این فرضیه در بیانیه موضع آکادمی تغذیه و رژیم غذایی، در انتشارات آکادمی ملی علوم ایالات متحده، و همچنین سایر انتشارات علمی، مطرح شده‌است. غذاهای حاوی پتاسیم و منیزیم بالا مانند میوه‌ها و سبزیجات ممکن است خطر ابتلا به پوکی استخوان را از طریق افزایش تولید خاکستر قلیایی کاهش دهند. با این حال، پذیرش فرضیه خاکستر اسیدی به عنوان یک عامل خطر اصلی قابل تغییر پوکی استخوان توسط این انتشارات عمدتاً بدون بررسی انتقادی قابل توجه توسط تجزیه و تحلیل سیستماتیک با کیفیت بالا انجام شده‌اند.
همچنین حدس زده شده‌است که رژیم غذایی قلیایی ممکن است بر تحلیل عضلات، متابولیسم هورمون رشد یا کمردرد تأثیر بگذارد، اگرچه هیچ مدرک قطعی برای تأیید این فرضیه‌ها وجود ندارد. با توجه به جمعیت سالخورده، اثرات رژیم قلیایی بر سلامت عمومی ممکن است به دلیل تمرکز آن بر افزایش میوه‌ها و سبزیجات تازه، فوایدی را ارائه دهد، اما مطالعات علمی محدودی در مورد این موضوع وجود دارد.